# Mick Burke (Bergsteiger)
Mick Burke (* 1941 in England als Michael Burke; † 26. September 1975 am Mount Everest, Tibet) war ein englischer Bergsteiger und Kameramann.

## Leben und Wirken
Er wirkte bei etlichen britisch geführten Bergsteiger-Expeditionen während der 1960er und 1970er Jahre mit. Sie standen teils unter Führung von Chris Bonington an der Annapurna, zudem nahm er an einem erfolglosen Versuch an der Südwestflanke des Mount Everest im Jahre 1972 teil.
Eine erneute Expedition an der Südwestflanke folgte 1975. Burkes Rolle war primär die eines Bergsteigers, aber er machte auch für die begleitende BBC-Crew Filmaufnahmen in großen Höhen. Er folgte der erfolgreichen Erstgruppe von Dougal Haston und Doug Scott sowie der zweiten Gruppe mit dem Sherpa Pertemba und Peter Boardman.
Burke war Teil der dritten Mannschaft, die sich im Anstieg nach Erklettern der zum Südgipfel führenden Rinne trennte, weil Burkes Partner sich zum restlichen Gipfelanstieg nicht mehr fit genug fühlte. Im Anstieg des Hillary Steps, nicht einmal 100 Höhenmeter und keine 300 Meter horizontal vom Gipfel entfernt, traf der nun allein kletternde Mick Burke auf das vom Gipfel zurückkehrende zweite Team, Pertemba und Peter Boardman. Zur Erledigung der fotografischen Aufgaben (er firmierte in dieser Expedition als "Director Photography") schlug er ihnen vor, noch einmal zum Gipfel aufzusteigen und dort fotografiert zu werden. Das zweite Team lehnte dies jedoch ab und schlug stattdessen vor, am Südgipfel für den gemeinsamen Abstieg auf Mick Burke zu warten.
Seine Partner sahen ihn den Hillary Step erklimmen. „He was last seen alive heading upwards, a few hundred metres from the summit“. (“Er wurde zuletzt lebend gesehen, als er zum Gipfel hinaufging, wenige hundert Meter vom Gipfel entfernt”), Vom Gipfelgang kehrte er nicht zurück. Daher darf man annehmen, dass Mick Burke den Gipfel erreichte – ein Beweis hierfür fehlt jedoch. Nachdem er außer Sicht war, verschlechterte sich das Wetter rapide. Ein heftiger Sturm setzte sich fest, der zwei Tage anhielt und jegliche weiteren Versuche eines Anstiegs oder einer Rettung verhinderte. Bei Anbruch der Nacht gaben der Sherpa Pertemba und Peter Boardman nach anderthalb Stunden Warten auf und stiegen zum höchsten Lager ab.
Burkes Leiche wurde nicht gefunden. Weil Tote in zwei der drei Gipfelflanken in aller Regel gesichtet und identifiziert werden, muss man annehmen, dass Burke in die unzugängliche dritte, die Ostflanke des Kangshung-Gletschers, fiel.
Zum Andenken an Burke stiftete die BBC den „Mick Burke Award“, der gemeinsam von der BBC und der Royal Geographical Society vergeben wurde.